# Liste de plutinos
Cet article recense une partie des plutinos découverts, les plus brillants. Le site de William Robert Johnston en recense 538 au 17 juillet 2022.

## Plutinos
- (385185) 1993 RO
- (15788) 1993 SB
- (15789) 1993 SC
- (15820) 1994 TB
- (32929) 1995 QY9
- (20108) 1995 QZ9
- (19299) 1996 SZ4
- (15875) 1996 TP66
- (118228) 1996 TQ66
- (24952) 1997 QJ4
- (91133) 1998 HK151
- (91205) 1998 US43
- (33340) 1998 VG44
- (69990) 1998 WU31
- (69986) 1998 WW24
- (129746) 1999 CE119
- 2000 CK105
- (168700) 2000 GE147
- (47932) 2000 GN171
- (131318) 2001 FL194
- (169071) 2001 FR185
- (469362) 2001 KB77
- (612218) 2001 KD77
- (119069) 2001 KN77
- 2001 KY76
- (469372) 2001 QF298
- (139775) 2001 QG298
- (524216) 2001 RU143
- (508823) 2001 RX143
- (119473) 2001 UO18
- (469421) 2001 XD255
- (126155) 2001 YJ140
- (524460) 2002 GF32
- 2002 GH166
- 2002 GN32
- (612352) 2002 GY32
- (55638) 2002 VE95
- (84719) 2002 VR128
- (307463) 2002 VU130
- (612533) 2002 XV93
- (208996) 2003 AZ84
- (133067) 2003 FB128
- (469506) 2003 FF128
- (612574) 2003 QB91
- (385445) 2003 QH91
- 2003 QV91
- (612581) 2003 QX111
- (612658) 2003 TH58
- (612688) 2003 UT292
- (455502) 2003 UZ413
- (84922) 2003 VS2
- (450265) 2003 WU172
- (120216) 2004 EW95
- (175113) 2004 PF115
- (120348) 2004 TY364
- (144897) 2004 UX10
- (525258) 2004 VT75
- 2004 VZ75
- 2005 EK298
- (469704) 2005 EZ296
- 2005 GV210
- (469987) 2006 HJ123
- (444745) 2007 JF43
- 2007 JF45
- (470308) 2007 JH43
- (504555) 2008 SO266
- 2010 EL139
- 2010 LB136
- (471150) 2010 FC49
- (471165) 2010 HE79
- 2010 RK190
- 2010 RN45
- (523644) 2010 VX11
- 2010 VX224
- (575713) 2011 UT410
- (523655) 2011 VJ24
- (620075) 2013 CD223
- 2013 FD28
- (532092) 2013 HU156
- 2013 PX74
- 2013 RD98
- 2013 SP102
- (533209) 2014 DR143
- (578993) 2014 JP80
- (556068) 2014 JR80
- 2014 MH70
- 2014 NT86
- 2014 OV393
- (523735) 2014 QX441
- (523760) 2014 WQ509
- (523768) 2014 WQ510
- 2015 AJ281
- 2017 OF69
- (15810) Arawn
- (38628) Huya
- (28978) Ixion
- (47171) Lempo
- (341520) Mors
- (90482) Orcus
- (134340) Pluton
- (38083) Rhadamanthe

## Satellites naturels
- Charon (lune de Pluton)
- Styx (lune de Pluton)
- Hydre (lune de Pluton)
- Kerbéros (lune de Pluton)
- Nix (lune de Pluton)
- Vanth (lune d'Orcus)
- Somnus (lune de Mors)
- Paha (lune de Lempo)
- Hisii (lune de Lempo)
- S/2012 (38628) 1 (lune de Huya)